# Gabriele Smekal
Gabriele Smekal (* 19. Dezember 1952 in Wien) ist eine österreichische Tischtennisspielerin. Sie nahm an zwei Weltmeisterschaften teil.

## Werdegang
Smekal wurde von Trude Pritzi gefördert. Als Zwölfjährige wurde sie österreichische Schülermeisterin. Zwei Jahre später gewann sie die Jugendmeisterschaft. 1969 und 1971 holte sie den österreichischen Titel bei den Erwachsenen im Einzel. Mehrmals siegte sie im Mixed mit Heinz Schlüter. Im November 1971 wurde sie ohne Niederlage Erste im ÖTTV-Ranglistenturnier. Mit der Damenmannschaft von UKJ Tyrolia Wien spielte sie in der Staatsliga.
Zweimal wurde Smekal für eine Weltmeisterschaft nominiert. 1969 erreichte sie in München mit der österreichischen Damenmannschaft Platz 21, 1971 im japanischen Nagoya Platz 14. Auch in den Individualwettbewerben kam sie nie in die Nähe von Medaillenrängen. 1972 nahm sie an der Europameisterschaft teil.

## Privat
Ihr Vater Karl Smekal war Präsident des Österreichischen Tischtennisverbandes.

## Turnierergebnisse
| Verband | Veranstaltung     | Jahr | Ort     | Land | Einzel     | Doppel    | Mixed     | Team |
| ------- | ----------------- | ---- | ------- | ---- | ---------- | --------- | --------- | ---- |
| AUT     | Weltmeisterschaft | 1971 | Nagoya  | JPN  | letzte 128 | letzte 64 | letzte 64 | 14   |
| AUT     | Weltmeisterschaft | 1969 | München | FRG  | Qual       | letzte 32 | letzte 32 | 21   |